# Petite Italie de Montreal
La Petite Italie (Pequeña Italia o "Piccola Italia" en italiano) es un barrio montrealés que cuenta con una importante comunidad italiana. Es famosa por sus cafés, sus comercios, sus trattorias y sus iglesias.

## Características
La "Piccola Italia" forma parte del distrito de Rosemont-La Petite-Patrie. Se sitúa a lo largo del boulevard Saint-Laurent entre las calles Saint-Zotique y Jean-Talon. Hay casi 25.000 Italo-canadienses viviendo en sus alrededores (en 2001 los italianos eran el 6,6 % de la población de Montreal, o sea 224.460).
La Iglesia de Notre-Dame-de-la-Défense es el corazón espiritual de la comunidad. En su centro geográfico está situado un gran mercado público, el mercado Jean-Talon.

## Iglesia "Madonna della Difesa"
La Iglesia de Notre-Dame-de-la-Defense (llamada en italiano "Madonna della Difesa") fue designada como "Sitio histórico nacional de Canadá" en 2002.

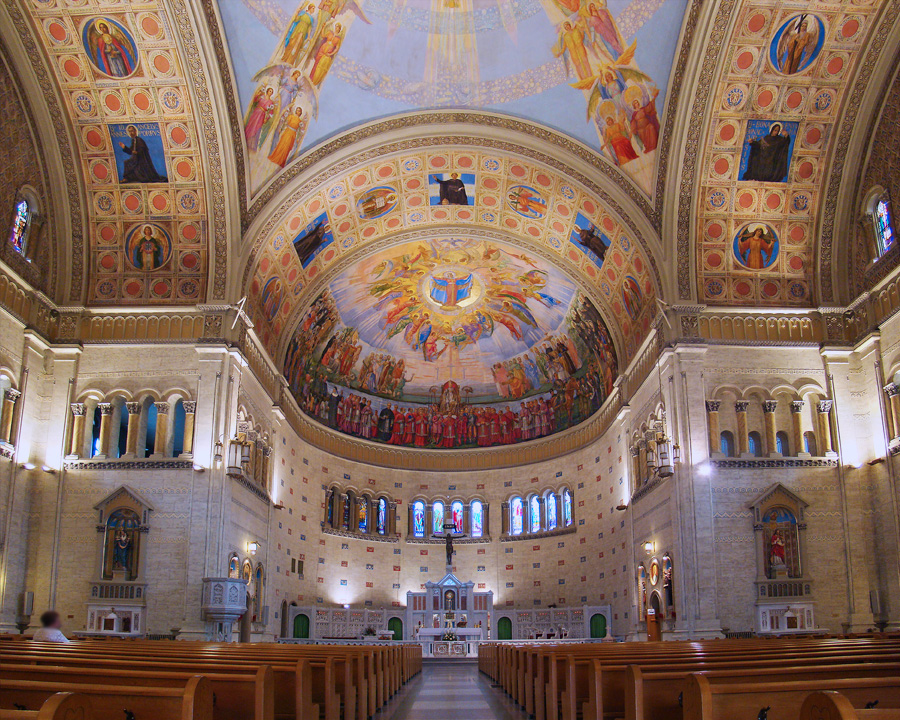
Interior de la iglesia "Madonna della Difesa"

Desde su construcción en 1918, esta iglesia ha estado estrechamente asociada con la más antigua comunidad italiana de Canadá, establecida en Montreal en la década de 1860.
El edificio y su decoración interna, realizada en etapas, fue hecha por el artista Guido Nincheri que específicamente repitió la estructura de una iglesia parroquial italiana. Recordando el Renacimiento en Italia, las paredes y bóvedas están pintadas con verdaderos colores "frescos". 
La bóveda del ábside, ejecutada en 1927 - 1933, muestra unos colores brillantes y una rica iconografía con numerosas figuras, muchas de las cuales son retratos de los ítalo-canadienses y de los primeros italianos inmigrados en Canadá. Estas características hacen de la iglesia una expresión rara y elocuente de la comunidad italiana de Canadá.
Una característica curiosa y rara es que aparece en su interior la imagen de Benito Mussolini a caballo, celebrando los Pactos Lateranenses en 1929 entre Italia y la Santa Sede.

## ElMercato

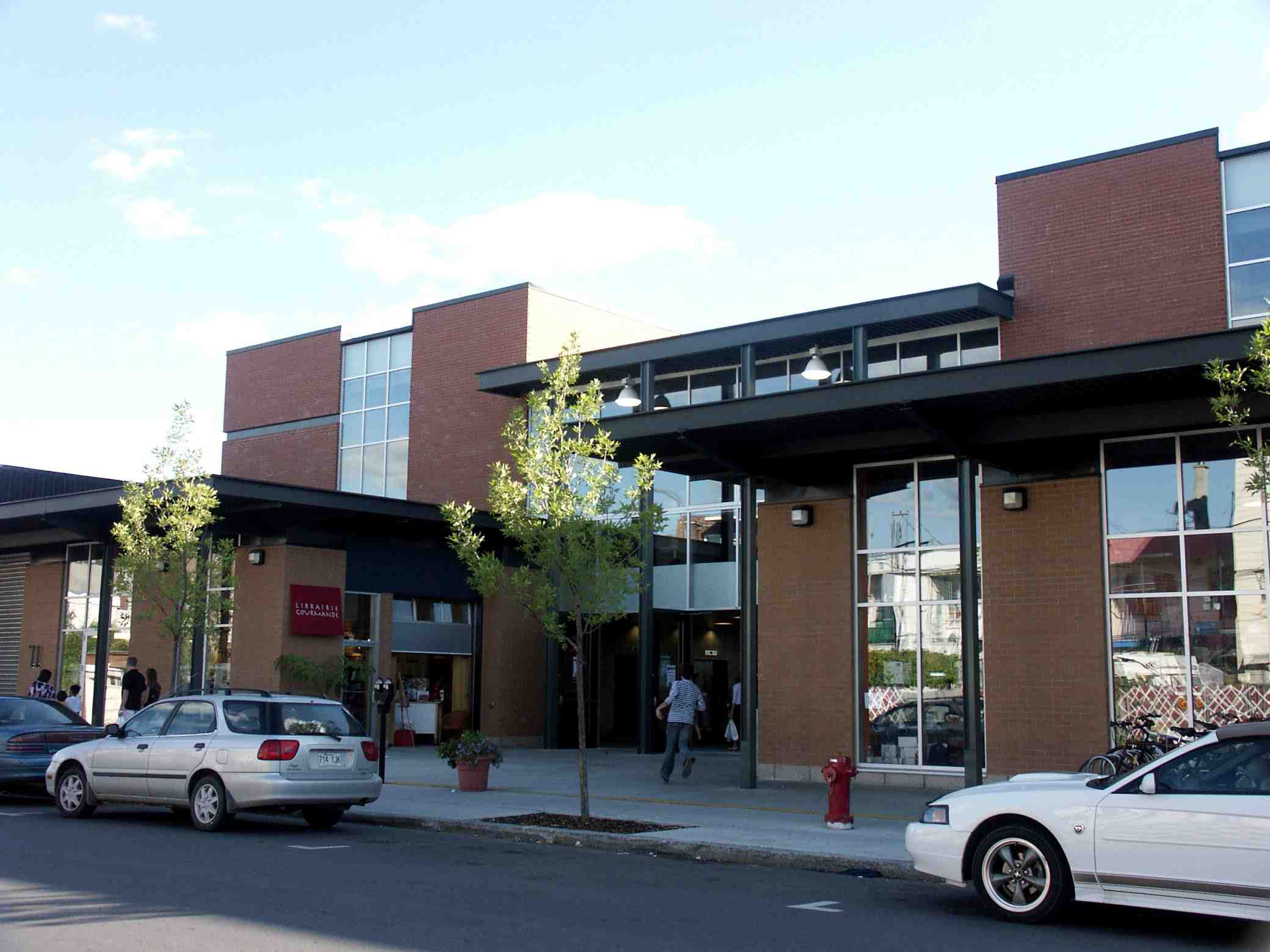
Entrada principal del Mercato

El Mercato (término usado por los italianos del lugar para definir el Mercado Jean-Talon) es un mercado público situado en el centro de la Petite Italie de Montreal, Canadá. Este mercado fue nombrado en honor a Jean Talon.
Pasó por numerosas reformas a principios de los años 2000, con lo que la mayor parte del mercado en la actualidad está cubierta y también hay un estacionamiento subterráneo. La entrada principal (en la fotografía) se abrió al público en el verano boreal de 2005.